# Laura Huhtasaari
Laura Huhtasaari, née le 30 mars 1979, est une femme politique finlandaise, membre des Vrais Finlandais. Elle représente la circonscription de Satakunta au Parlement de la Finlande depuis le mois d'avril 2015. Elle est la candidate de son parti à l'élection présidentielle de 2018.

## Biographie
Laura Huhtasaari prépare son baccalauréat au lycée de Mäntä et l'obtient en 1999. L'année scolaire 1996-1997 elle est étudiante en échange au Nebraska. En 2004, Laura Huhtasaari obtient un master en sciences de l'éducation de l'université de Jyväskylä. L'année scolaire 1999-2000, elle est enseignante volontaire en Micronésie[réf. nécessaire].
Laura Huhtasaari se spécialise comme professeur de religion à l'université de Joensuu et comme enseignante d'éducation spécialisée en 2008 à l'université d'Helsinki. À partir de 2009, elle est enseignante d'éducation spécialisée à Pori.
Elle est élue au conseil municipal de Pori avec 1 064 votes en 2012, puis réélue en 2017 avec 2 566 voix. Elle est candidate aux élections élections européennes de 2014, et reçoit 9 132 voix, ce qui ne suffit pas à son élection. En 2015 elle est élue au Parlement avec 9 259 voix. Elle y est membre de la commission des Affaires juridiques, de la commission de l'Éducation et de la Culture et de la délégation finlandaise au Conseil nordique.
Laura Huhtasaari soutient Jussi Halla-aho, lors de l'élection du président des Vrais Finlandais de 2017. Elle est élue première vice-présidente parti le 10 juin 2017, alors que Halla-aho, en devient le président.
Le 4 août 2017, elle est choisie pour porter les couleurs de son parti lors de l'élection présidentielle de 2018. Elle rassemble 6,93 % des voix et termine troisième.

## Positions politiques
Laura Huhtasaari estime que l'Union européenne va s'effondrer et que la Finlande devrait la quitter. Elle souhaite également que la Finlande se retirer du Traité d'Ottawa et de l'Accord de Paris,. Elle s'oppose à l'adhésion de la Finlande à l'OTAN, mais soutient une coopération de son pays avec l'alliance.
Elle est un soutien du président des États-Unis Donald Trump.
Laura Huhtasaari est une créationniste et a déclaré que la théorie de l'évolution était une « théorie totalement impossible ». Elle a également déclaré que la Finlande pourrait casser des accords internationaux afin d'empêcher les demandeurs d'asile de venir en Finlande.